# Добрунов, Александр Львович
Александр Львович Добрунов (6 мая 1959, Архангельск, СССР — 7 февраля 2006) — советский и российский дзюдоист и тренер по дзюдо.

## Биография
Родился в семье инженеров.
Александр начал свои занятия борьбой в городе Новодвинске (Архангельская обл.) у тренера по классической борьбе В. Бескакотова.
В 22 года первым в Архангельской области, завоевал звание «Мастера спорта СССР по дзюдо» и стал членом сборной страны.
В 1984 году стал серебряным призёром первенства СССР, многократным победителем всесоюзных и республиканских соревнований по дзюдо, самбо, классической борьбе, 12-кратным чемпионом Архангельской области по дзюдо.
Александр Добрунов, тренер высшей категории, член тренерского совета сборной СССР, судья республиканской категории, член Всероссийской коллегии судей. Был одним из основателей Федерации дзюдо Архангельской области, которую он возглавлял на протяжении 11 лет. За свою тренерскую карьеру подготовил 11 мастеров спорта по дзюдо.
Александр Добрунов был комсоргом школы № 3 города Архангельска, руководил ВИА на химическом факультете АЛТИ, был бригадиром и заместителем командира в стройотрядах в Варандее и Амдерме. В последние годы активно помогал готовить материалы для тома «Культура» Поморской энциклопедии.